# 汽車廠線 (明斯克地鐵)
汽車廠線是明斯克地鐵的一條路線。汽車廠線開業於1990年，是明斯克地鐵的第二條路線。汽車廠線有14個車站，長18.1公里。汽車廠線已經全線完成，目前沒有延長計劃。

## 外部連結
- Minsk Metro